# Gmelins Handbuch der anorganischen Chemie
Gmelins Handbuch der anorganischen Chemie, vormals „Handbuch der theoretischen Chemie“, ist ein ursprünglich von Leopold Gmelin (1788–1853) herausgebrachtes Handbuch, das die Zielsetzung hatte, alle relevanten Daten der Chemie zusammenzutragen. Die 1. Auflage erschien 1817 im Verlag Franz Varrentrapp, Frankfurt (Main).
Bald wuchs die Menge der Daten so schnell, dass eine Abtrennung der organischen Chemie vorgenommen werden musste. Die Sammlung dieser Daten geschah in Friedrich Konrad Beilsteins Handbuch der organischen Chemie (ab 1881).
Ziel des Gmelin war es, alle relevanten Daten (chemische und physikalische) anorganischer Substanzen zu sammeln, kritisch zu sichten und zu veröffentlichen. Ab der 8. Auflage (1922ff) wurde der Gmelin nach einem neuen, vom Gmelin-Institut ausgearbeiteten System strukturiert (Gmelin-System). Eine 9. Auflage wurde nicht in Angriff genommen, sondern ähnlich wie beim „Beilstein“ wurden Ergänzungswerke herausgegeben, die die neuere Literatur berücksichtigen. Seit 1981 erscheinen neue Bände nur noch in englischer Sprache. Seit 1990 trägt der ‚Gmelin‘ daher den Titel „Gmelin Handbook of Inorganic and Organometallic Chemistry“. In den letzten Jahren des Bestehens des Gmelin-Institutes erschienen jährlich etwa 20 Handbuchbände mit insgesamt ca. 6400 Seiten. Der Gmelin ist auch als Online-Datenbank über den Host STN International abfragbar. Die herausgehobene Bedeutung in der systematischen Erfassung der anorganischen und metallorganischen Literatur weltweit machte das Gmelin-Institut zu einer Referenzadresse in der systematischen Nomenklatur chemischer Verbindungen der Anorganik. Der Leiter des Gmelin-Institutes (Ekkehard Fluck) war lange Zeit Vorsitzender der anorganischen Abteilung der IUPAC (International Union of Pure and Applied Chemistry).
1997 wurde die Herausgabe des Gmelin eingestellt und das Gmelin Institut, das für die Herausgabe verantwortlich war, aufgelöst.
Bis zur Einstellung der Herausgabe waren 760 Bände des Handbuchs mit rund 240.000 Seiten erschienen, zuzüglich eines Gesamtregisters „Gmelin Formula Index“ mit 35 Bänden.
Seit Januar 2009 ist der Gmelin zusammen mit den Datenbanken Beilsteins Handbuch der Organischen Chemie und Patent Chemistry in einer gemeinsamen Datenbank Reaxys von Elsevier recherchierbar.